# Anoba serpens
Anoba serpens là một loài bướm đêm trong họ Erebidae.